# Liste des épisodes de Battlestar Galactica

La réinvention de Battlestar Galactica est parue à l'origine sous forme d'une mini-série de science-fiction, Battlestar Galactica, diffusée le 8 décembre 2003 sur la chaîne de télévision Sci Fi Channel. Le succès de cette mini-série a donné lieu à une série télévisée, également intitulée Battlestar Galactica et diffusée en Irlande et au Royaume-Uni sur Sky One dès le 18 octobre 2004. La série est intégralement parue en DVD et Blu ray.
Cet article présente la liste des épisodes des différentes œuvres liées à cette réinvention, dans l'ordre chronologique de diffusion. Tous les titres sont fournis par le studio de production, car pour des raisons de mode et de politique éditoriale ils ne figurent pas au générique de l'épisode[réf. nécessaire].
Au fil des épisodes, le personnage de la présidente Laura Roslin tient à jour le nombre officiel des survivants, et des bleus, inscrit sur un tableau blanc placé bien en évidence dans son bureau. Ce décompte a été incorporé dans le générique à partir de la seconde saison et est mis à jour après chaque épisode au fur et à mesure des décès, des naissances et des retrouvailles.

## Liste des saisons deBattlestar Galactica
| Saison                               | Saison     | Épisodes                     | Première diffusion | Coffret DVD région 2               | Coffret DVD région 2 | Coffret Blu-ray région B          | Coffret Blu-ray région B |
| Saison                               | Saison     | Épisodes                     | Première diffusion | Date de sortie                     | Disques              | Date de sortie                    | Disques                  |
| ------------------------------------ | ---------- | ---------------------------- | ------------------ | ---------------------------------- | -------------------- | --------------------------------- | ------------------------ |
|                                      | Mini-série | 2 × 90 min                   | 2003               | 3 mai 2006                         | 1                    | (inclus dans le coffret saison 1) | 1                        |
|                                      | Saison 1   | 13 × 42 min                  | 2004 – 2005        | 21 septembre 2006                  | 4                    | 22 septembre 2009                 | 4                        |
|                                      | Saison 2   | 20 × 42 min                  | 2005 – 2006        | 21 décembre 2006                   | 6                    | 27 octobre 2009                   | 5                        |
|                                      | Saison 3   | 20 × 42 min                  | 2006 – 2007        | 25 septembre 2007                  | 6                    | 8 décembre 2009                   | 5                        |
|                                      | Razor      | 1 × 81 min (étendu à 99 min) | 2007               | 23 septembre 2008                  | 1                    | 26 janvier 2010                   | 1                        |
|                                      | Saison 4   | 20 × 42 min                  | 2008 – 2009        | 15 décembre 2008 (épisodes 1 à 10) | 4                    | 5 octobre 2010                    | 6                        |
| 22 septembre 2009 (épisodes 11 à 20) | Saison 4   | 20 × 42 min                  | 2008 – 2009        | 4                                  |                      | 5 octobre 2010                    | 6                        |
|                                      | The Plan   | 1 × 90 min                   | 2009               | 26 janvier 2010                    | 1                    | 26 janvier 2010                   | 1                        |

### Mini-série
| Partie | Titre           | Réalisation   | Scénario        | Diffusion française | Diffusion belge | Survivants |
| 1 | Première partie | Michael Rymer | Ronald D. Moore | 19 janvier 2005     | 19 janvier 2007 | N/A        |
| La cérémonie de déclassement du Battlestar Galactica est interrompue par une attaque surprise sur les Douze Colonies par les cylons.                                                                  |                 |               |                 |                     |                 |            |
| 2 | Seconde partie  | Michael Rymer | Ronald D. Moore | 26 janvier 2005     | 26 janvier 2007 | 50 298     |
| Alors que les Colonies continuent de subir de lourdes pertes de la part des cylons, le Galactica tente de regrouper l'ensemble des vaisseaux coloniaux qui subsistent pour lancer une contre-attaque. |                 |               |                 |                     |                 |            |

### Première saison
| Épisode | Titre                                   | Réalisation          | Scénario                                        | Diffusion française | Diffusion belge | Survivants |
| 1 | 33 minutes                              | Michael Rymer        | Ronald D. Moore                                 | 2 décembre 2005     | 2 février 2007  | 49 998     |
| Poursuivie sans relâche par les cylons, la flotte des survivants doit effectuer des sauts dans l'espace toutes les 33 minutes. Après la disparition momentanée du vaisseau civil Olympic Carrier, le commandant Adama soupçonne les cylons d'avoir réussi à s'infiltrer parmi la flotte. |                                         |                      |                                                 |                     |                 |            |
| 2 | L'Eau                                   | Marita Grabiak       | Ronald D. Moore                                 | 2 décembre 2005     | 2 février 2007  | 47 973     |
| À la suite d'une explosion, les réserves d'eau du Battlestar Galactica sont vidées. Le commandant Adama et la présidente Roslin doivent non seulement faire face au manque d'eau mais également au possible sabotage d'un agent cylon.                                                   |                                         |                      |                                                 |                     |                 |            |
| 3 | Révolution                              | Allan Kroeker        | Toni Graphia                                    | 11 décembre 2005    | 9 février 2007  | 47 958     |
| Alors que des volontaires sont recrutés parmi les détenus du vaisseau prison Astral Queen pour récupérer de l'eau, l'ancien terroriste Tom Zarek conspire dans le but de provoquer la chute de la présidente.                                                                            |                                         |                      |                                                 |                     |                 |            |
| 4 | Confession                              | Rod Hardy            | Bradley Thompson et David Weddle                | 11 décembre 2005    | 9 février 2007  | 47 958     |
| À la suite d'un accident à bord du Battlestar Galactica qui a coûté la vie à 13 pilotes, Starbuck est nommée instructeur de vol. Mais cette promotion réveille sa culpabilité envers la mort de son amant Zak Adama, l'autre fils du commandant.                                         |                                         |                      |                                                 |                     |                 |            |
| 5 | Crash sur la lune                       | Sergio Mimica-Gezzan | Carla Robinson                                  | 18 décembre 2005    | 16 février 2007 | 47 945     |
| À la suite d'une attaque cylon, Starbuck est portée disparue. Se reprochant de l'avoir fait culpabiliser pour la mort de Zak, les commandant et capitaine Adama vont tout mettre en œuvre pour la retrouver, quitte à risquer la sécurité de la flotte entière.                          |                                         |                      |                                                 |                     |                 |            |
| 6 | L'Attentat                              | Rod Hardy            | Jeff Vlaming                                    | 18 décembre 2005    | 23 février 2007 | 47 945     |
| Après un attentat à bord du Battlestar Galactica, la présidente Roslin et le commandant Adama décident de rendre public la capacité des cylons à prendre forme humaine. |                                         |                      |                                                 |                     |                 |            |
| 7 | Les Croyances de Baltar                 | Robert Young         | Michael Angeli                                  | 25 décembre 2005    | 23 février 2007 | 47 942     |
| Une copie de Numéro Six embarque à bord du Battlestar Galacticaet prétend détenir des preuves impliquant le docteur Gaius Baltar dans la destruction des Colonies. |                                         |                      |                                                 |                     |                 |            |
| 8 | De chair et de sang                     | Brad Turner          | Toni Graphia                                    | 25 décembre 2005    | 2 mars 2007     | 47 938     |
| Après qu'il a été démasqué, un cylon avoue à Starbuck au cours de son interrogatoire avoir caché une bombe nucléaire à bord de l'un des vaisseaux de la flotte. |                                         |                      |                                                 |                     |                 |            |
| 9 | Le Retour d'Ellen                       | Edward James Olmos   | Jeff Vlaming                                    | 8 janvier 2006      | 2 mars 2007     | 47 905     |
| Alors que la présidente Roslin soupçonne le commandant Adama d'être un cylon, la femme du colonel Tigh réapparaît, à la surprise générale. |                                         |                      |                                                 |                     |                 |            |
| 10 | Le Minerai de tylium                    | Jeff Woolnough       | David Weddle et Bradley Thompson                | 8 janvier 2006      | 9 mars 2007     | 47 905     |
| À court de carburant, le commandant Adama ordonne l'attaque d'une mine cylon de tylium. Parallèlement, la présidente Roslin est sujette à des hallucinations récurrentes. |                                         |                      |                                                 |                     |                 |            |
| 11 | La Fête coloniale                       | Jonas Pate           | Carla Robinson                                  | 15 janvier 2006     | 9 mars 2007     | 47 898     |
| Lors de la réunion des représentants des Douze Colonies de Kobol, l'ancien terroriste Tom Zarek parvient à s'imposer au sein du gouvernement et tente alors d'y semer le trouble. |                                         |                      |                                                 |                     |                 |            |
| 12 | À la recherche de la Terre — 1re partie | Michael Rymer        | Histoire : David EickScénario : Ronald D. Moore | 15 janvier 2006     | 16 mars 2007    | 47 897     |
| Au cours d'une mission de reconnaissance, une planète inconnue est découverte. La présidente Roslin est convaincue qu'il s'agit de Kobol, la légendaire planète des Dieux. |                                         |                      |                                                 |                     |                 |            |
| 13 | À la recherche de la Terre — 2e partie  | Michael Rymer        | Histoire : David EickScénario : Ronald D. Moore | 22 janvier 2006     | 16 mars 2007    | 47 887     |
| Après s'être immiscée dans des décisions militaires, la présidente Roslin est mise aux arrêts par le commandant Adama. Sur Caprica, l'affrontement entre Numéro Six et Starbuck commence.                                                                                                |                                         |                      |                                                 |                     |                 |            |

### Deuxième saison
| Épisode | Titre                            | Réalisation          | Scénario                                     | Diffusion française | Diffusion belge   | Survivants |
| 1 | Le Tout pour le tout             | Michael Rymer        | David Weddle et Bradley Thompson             | 22 janvier 2006     | 12 juillet 2008   | 47 875     |
| William Adama est entre la vie et la mort. Le colonel Tigh prend le commandement mais le Galactica se retrouve séparé du reste de la flotte.                                                                                            |                                  |                      |                                              |                     |                   |            |
| 2 | Les Centurions de Caprica        | Michael Rymer        | Bradley Thompson et David Weddle             | 29 janvier 2006     | 19 juillet 2008   | 47 874     |
| Lors d'un assaut, des Centurions parviennent à pénétrer à bord du Galactica. Apollo prend la tête d'une escouade de Marines pour tenter de les stopper avant qu'ils n'atteignent les centres vitaux du Battlestar.                      |                                  |                      |                                              |                     |                   |            |
| 3 | Tentation du pouvoir             | Sergio Mimica-Gezzan | Dawn Prestwich et Nicole Yorkin              | 29 janvier 2006     | 26 juillet 2008   | 47 862     |
| Le gouvernement accuse le commandant Adama, toujours dans le coma, d'avoir voulu préparer un coup d'État en arrêtant la présidente Roslin. le colonel Tigh s'implique et prend la défense de son supérieur et ami.                      |                                  |                      |                                              |                     |                   |            |
| 4 | Résistance                       | Allan Kroeker        | Toni Graphia                                 | 5 février 2006      | 2 août 2008       | 47 861     |
| Alors qu'Apollo travaille sur un plan d'évasion pour sauver la présidente Roslin, Starbuck et Helo découvrent sur Caprica un noyau de résistance humain.                                                                                |                                  |                      |                                              |                     |                   |            |
| 5 | La Ferme                         | Rod Hardy            | Carla Robinson                               | 5 février 2006      | 9 août 2008       | 47 857     |
| Starbuck se retrouve blessée lors d'un raid. Elle reprend conscience dans un hôpital qui s'avère être un centre d'expérimentations scientifiques des cylons.                                                                            |                                  |                      |                                              |                     |                   |            |
| 6 | En route pour Kobol — 1re partie | Sergio Mimica-Gezzan | David Eick                                   | 12 février 2006     | 30 août 2008      | 47 858     |
| La division se fait de plus en plus forte au sein de la flotte. Deux camps se distinguent : l'un dirigé par la présidente Roslin guidant ses partisans vers Kobol, l'autre par Adama.                                                   |                                  |                      |                                              |                     |                   |            |
| 7 | En route pour Kobol — 2e partie  | Jeff Woolnough       | Ronald D. Moore et David Eick                | 12 février 2006     | 6 septembre 2008  | 47 855     |
| Le commandant Adama monte une expédition pour rejoindre la présidente Roslin à la surface de Kobol. Une fois les deux équipes réunies, ils partent à la recherche de la tombe d'Athéna.                                                 |                                  |                      |                                              |                     |                   |            |
| 8 | La Dernière séquence             | Robert Young         | Mark Verheiden                               | 19 février 2006     | 13 septembre 2008 | 47 853     |
| À la suite d'un incident mettant en cause des Marines du Battlestar Galactica, une journaliste reçoit carte blanche pour tourner un reportage présentant la vie de l'équipage.                                                          |                                  |                      |                                              |                     |                   |            |
| 9 | Le Vol du Phénix                 | Michael Nankin       | Bradley Thompson et David Weddle             | 19 février 2006     | 4 octobre 2008    | 47 853     |
| Un virus introduit dans le Galactica par les cylons prend peu à peu le contrôle des centres névralgiques du vaisseau. Dans le même temps, le chef Tyrol décide d'utiliser les épaves de ses Vipers pour construire un nouveau chasseur. |                                  |                      |                                              |                     |                   |            |
| 10 | Pegasus                          | Michael Rymer        | Anne Cofell Saunders                         | 26 février 2006     | 11 octobre 2008   | 49 605     |
| Le Galactica retrouve par hasard un autre battlestar rescapé de l'offensive des cylons, le Pegasus. À son bord, l'amiral Cain fait régner l'ordre d'une main de fer.                                                                    |                                  |                      |                                              |                     |                   |            |
| 11 | Opération survie — 1re partie    | Michael Rymer        | Michael RymerAnne Cofell Saunders (histoire) | 21 mai 2006         | 18 octobre 2008   | 49 604     |
| L'affrontement entre les deux équipages est sur le point de commencer, quand Adama et Cain décident d'unir leurs forces contre une cible prioritaire, le vaisseau de la Résurrection cylon.                                             |                                  |                      |                                              |                     |                   |            |
| 12 | Opération survie — 2e partie     | Michael Rymer        | Ronald D. Moore et Michael Rymer             | 21 mai 2006         | 25 octobre 2008   | 49 598     |
| À bord des deux battlestars, les stratégies s'affinent pour porter un coup fatal au vaisseau de la Résurrection des cylons. Mais la lutte pour le pouvoir entre les deux commandants s'intensifie.                                      |                                  |                      |                                              |                     |                   |            |
| 13 | Révélation                       | Rod Hardy            | Joel Anderson Thompson                       | 28 mai 2006         | 1er novembre 2008 | 49 597     |
| La présidente Roslin sent la mort approcher, tandis qu'au sein de la flotte, un nouveau mouvement pacifiste prônant la paix avec les cylons émerge.                                                                                     |                                  |                      |                                              |                     |                   |            |
| 14 | Marché noir                      | James Head           | Mark Verheiden                               | 28 mai 2006         | 15 novembre 2008  | 49 593     |
| Apollo mène l'enquête : la mort du commandant Jack Fisk est plus que suspecte à ses yeux. Et si celle-ci était liée à l'important réseau de marché noir récemment découvert ?                                                           |                                  |                      |                                              |                     |                   |            |
| 15 | Double Affrontement              | Michael Nankin       | David Weddle et Bradley Thompson             | 4 juin 2006         | 22 novembre 2008  | 49 998     |
| Un chasseur cylon sème la terreur dans la flotte, attaquant de manière complètement imprévisible. Starbuck et Kat décident de tenter une sortie pour l'éliminer.                                                                        |                                  |                      |                                              |                     |                   |            |
| 16 | La Vengeance                     | Rey Villalobos       | Anne Cofell Saunders                         | 4 juin 2006         | 29 novembre 2008  | 49 590     |
| À bord du vaisseau Cloud 9, quatre hommes tentent une prise d'otages. Apollo, Dualla, Billy et Ellen sont faits prisonniers. |                                  |                      |                                              |                     |                   |            |
| 17 | Une main de fer                  | Sergio Mimica-Gezzan | Jeff Vlaming                                 | 11 juin 2006        | 6 décembre 2008   | 49 584     |
| Le nouveau commandant Garner est épaulé par Apollo, mais se révèle être un officier totalement imprévisible. Plusieurs rapaces du Pegasus ne sont toujours pas rentrés de leur mission.                                                 |                                  |                      |                                              |                     |                   |            |
| 18 | Téléchargement                   | Jeff Woolnough       | Bradley Thompson et David Weddle             | 11 juin 2006        | 13 décembre 2008  | 49 579     |
| Deux cylons voient leurs consciences téléchargées dans de nouveaux corps. C'est l'occasion de plonger au sein de cette société encore méconnue.                                                                                         |                                  |                      |                                              |                     |                   |            |
| 19 | Posez votre fardeau — 1re partie | Michael Rymer        | Ronald D. Moore                              | 18 juin 2006        | 20 décembre 2008  | 49 579     |
| Racetrack semble avoir découvert une nouvelle planète. Starbuck, Helo et Sharon montent une opération pour sauver les derniers humains restés sur Caprica.                                                                              |                                  |                      |                                              |                     |                   |            |
| 20 | Posez votre fardeau — 2e partie  | Michael Rymer        | Anne Cofell Saunders et Mark Verheiden       | 18 juin 2006        | 27 décembre 2008  | 49 550     |
| Lorsque docteur Gaius Baltar propose à la flotte épuisée de s'installer sur la planète récemment découverte, les élections prennent une tournure inattendue.                                                                            |                                  |                      |                                              |                     |                   |            |

#### Mini-épisodes:The Resistance
Cette série d’épisodes disponible uniquement en ligne remplit les trous scénaristiques entre la deuxième et troisième saison de la série. Ils ne sont pas nécessaires à une bonne compréhension de la trame principale, mais donnent de l’épaisseur à certains personnages de la série. Ces épisodes peuvent être vus via le site web officiel de la série. Ils ont été écrits par les scénaristes Bradley Thompson et David Weddle et ont été réalisés par Wayne Rose.
| Webisodes | Titre          | Réalisation | Scénario                        | Diffusion dupremier épisode | Diffusion dudernier épisode | Survivants |
| 10 | The Resistance | Wayne Rose  | Bradley Thompson & David Weddle | 5 septembre 2006            | 5 octobre 2006              | N/A        |
| Cela fait 67 jours que la flotte Coloniale est partie. Les habitants de la Nouvelle Caprica se retrouvent seuls face aux cylons, mais la Résistance s'organise autour du colonel Tigh et le chef Tyrol pour lutter contre l'occupation cylon. |                |             |                                 |                             |                             |            |

### Troisième saison
| Épisode | Titre                    | Réalisation           | Scénario                              | Diffusion française | Diffusion belge | Survivants |
| 1 | Mission suicide          | Sergio Mimica-Gezzan  | Ronald D. Moore                       | 15 avril 2007       | 3 janvier 2009  | N/A        |
| Cela fait quelques mois que les cylons occupent la Nouvelle Caprica, tandis que le Battlestar Galactica et le reste de la flotte sont toujours portés disparues. La lutte se poursuit et la Résistance s'organise. |                          |                       |                                       |                     |                 |            |
| 2 | La Grande Rafle          | Sergio Mimica-Gezzan  | Ronald D. Moore                       | 15 avril 2007       | 10 janvier 2009 | N/A        |
| Les attentats-suicides contre les cylons ont conduit à l'arrestation de nombreuses personnes suspectées d'appartenir à la Résistance. Celles-ci sont emmenées pour être exécutées. Pendant ce temps, un contact semble avoir été établi entre le Galactica et la Nouvelle Caprica.                                                 |                          |                       |                                       |                     |                 |            |
| 3 | Exodus — 1re partie      | Félix Enríquez Alcalá | Bradley Thompson et David Weddle      | 22 avril 2007       | 17 janvier 2009 | N/A        |
| Sharon apporte son soutien à la Résistance de la Nouvelle Caprica pendant que, dans l'espace, les hautes instances militaires sont partagées quant à une éventuelle opération visant à secourir les survivants. |                          |                       |                                       |                     |                 |            |
| 4 | Exodus — 2e partie       | Félix Enríquez Alcalá | Bradley Thompson et David Weddle      | 22 avril 2007       | 24 janvier 2009 | N/A        |
| L'équipage du Galactica et les insurgés sur la Nouvelle Caprica tentent de se coordonner afin que leurs attaques soient assez fortes pour renverser l'occupation cylon. Ces derniers envisagent alors une solution radicale au problème humain.                                                                                    |                          |                       |                                       |                     |                 |            |
| 5 | Le Cercle                | Michael Rymer         | Mark Verheiden                        | 29 avril 2007       | 31 janvier 2009 | 41 435     |
| Un comité secret est formé. Composé de membres de l'ex-Résistance, il est chargé de juger et d'exécuter tous ceux qui pourraient avoir aidé les cylons sur la Nouvelle Caprica. Mais la volonté de vengeance risque de conduire à de terribles erreurs.                                                                            |                          |                       |                                       |                     |                 |            |
| 6 | La Tête de lion          | Jean de Segonzac      | Anne Cofell Saunders                  | 29 avril 2007       | 14 février 2009 | 41 422     |
| Des troubles vont éclater à bord du Galactica entre les survivants de la Nouvelle Caprica et ceux qui sont restés avec la flotte lors de l'occupation. Baltar va collaborer avec les cylons afin de rester en vie et va faire une découverte intéressante.                                                                         |                          |                       |                                       |                     |                 |            |
| 7 | La Balise                | Bill Eagles           | Michael Angeli                        | 6 mai 2007          | 21 février 2009 | 41 420     |
| Apollo met au point un plan qui semble menacer l'existence même des cylons. Adama et Roslin doivent décider si le plan consistant à utiliser l'arme biologique contre les cylons doit être mis en œuvre. |                          |                       |                                       |                     |                 |            |
| 8 | Héros                    | Michael Rymer         | David Eick                            | 6 mai 2007          | 28 février 2009 | 41 421     |
| Un des meilleurs pilotes d'Adama, disparu lors d'une obscure mission, réapparaît mystérieusement après s'être échappé d'un basestar. Son retour va soulever bien des questions. |                          |                       |                                       |                     |                 |            |
| 9 | Le Grand Combat          | Robert Malcolm Young  | Michael Taylor (en)                   | 13 mai 2007         | 7 mars 2009     | 41 422     |
| Adama organise un tournoi de boxe à bord du Galactica pour que l'équipage se détende. Contrairement à l'effet escompté, l'atmosphère tendue va provoquer un match violent entre Kara et Lee. des flashbacks vont révéler la nature et l'origine de leur dispute.                                                                   |                          |                       |                                       |                     |                 |            |
| 10 | Le Passage               | Michael Nankin        | Jane Espenson                         | 13 mai 2007         | 14 mars 2009    | 41 420     |
| La flotte coloniale, constatant l'épuisement de ses réserves en nourriture, va entamer la traversée d'un nuage d'intenses radiations après la détection d'une planète dont les ressources pourraient être salvatrices. Mais cette manœuvre n'est pas sans danger.                                                                  |                          |                       |                                       |                     |                 |            |
| 11 | L'Œil de Jupiter         | Michael Rymer         | Mark Verheiden                        | 20 mai 2007         | 21 mars 2009    | 41 420     |
| Tyrol découvre un temple susceptible d'abriter l'Œil de Jupiter. Cette trouvaille est de taille car elle pourrait révéler le chemin menant à la Terre. C'est précisément le moment que choisi la flotte cylon pour entrer dans l'orbite de cette même planète.                                                                     |                          |                       |                                       |                     |                 |            |
| 12 | Extase                   | Michael Rymer         | Bradley Thompson et David Weddle      | 20 mai 2007         | 28 mars 2009    | 41 402     |
| Adama ordonne la destruction de l'endroit abritant l'Œil de Jupiter et menace même d'envoyer les ogives nucléaires du Battlestar Galactica dans le but d'empêcher les cylons de les devancer dans la course vers la Terre. Mais la situation devient critique lorsque les cylons arrivent dans le secteur.                         |                          |                       |                                       |                     |                 |            |
| 13 | L'Interrogatoire         | Edward James Olmos    | Michael Taylor (en)                   | 27 mai 2007         | 4 avril 2009    | 41 403     |
| À bord du Galactica, Baltar doit faire face à des accusations de trahison. Il tente de se suicider dans sa cellule, mais des questions restent sans réponse quant à sa réelle identité. Appartient-il au camp des cylons ? |                          |                       |                                       |                     |                 |            |
| 14 | Les Sagitarrons          | Michael Rymer         | Michael Angeli                        | 27 mai 2007         | 11 avril 2009   | 41 401     |
| Des réfugiés, parmi lesquels de nombreux Sagittarons, arrivent à bord du Battlestar Galactica. Ceux-ci vont accuser un docteur de discrimination. L'enquête menée par Helo va révéler que le médecin aurait même été jusqu'à tuer des patients.                                                                                    |                          |                       |                                       |                     |                 |            |
| 15 | Un jour particulier      | Rod Hardy             | Mark Verheiden                        | 3 juin 2007         | 18 avril 2009   | 41 398     |
| Galen Tyrol et sa femme, Cally Henderson, se retrouvent coincés malgré eux dans un sas de dépressurisation. de son côté, l'amiral Adama se remémore les moments passés avec sa femme à l'occasion de leur anniversaire de mariage.                                                                                                 |                          |                       |                                       |                     |                 |            |
| 16 | Grève générale           | Wayne Rose            | Anne Cofell Saunders et Jane Espenson | 3 juin 2007         | 2 mai 2009      | 41 400     |
| Tyrol va trouver l'équipage du vaisseau raffinerie afin de les dissuader de désobéir à l'amiral Adama. Un manuscrit de Gaius Baltar circule dans la flotte, dénonçant la condition du peuple par rapport à celle de ses dirigeants. Une grève massive semble alors inévitable.                                                     |                          |                       |                                       |                     |                 |            |
| 17 | Ouragan                  | Michael Nankin        | David Weddle et Bradley Thompson      | 10 juin 2007        | 9 mai 2009      | 41 400     |
| Kara continue à faire des rêves sur Leoben Conoy. Elle décide d'aller voir un oracle afin d'en apprendre plus sur sa mystérieuse destinée. Elle est de plus en plus tourmentée. |                          |                       |                                       |                     |                 |            |
| 18 | L'Affrontement           | Sergio Mimica-Gezzan  | Michael Angeli                        | 10 juin 2007        | 16 mai 2009     | 41 399     |
| Le début du procès de Baltar est marqué par des menaces de mort à l'encontre de son avocat. L'amiral Adama demande alors que celui-ci soit protégé par Lee, qui va par ailleurs s'impliquer dans la défense de Baltar. |                          |                       |                                       |                     |                 |            |
| 19 | Croisements — 1re partie | Michael Rymer         | Michael Taylor (en)                   | 17 juin 2007        | 23 mai 2009     | N/A        |
| Le procès de Baltar commence et la défense discrédite systématiquement les témoignages de chacun. Ce procès menace la stabilité même de la flotte. Lee va aider Romo Lampkin dans la défense de Baltar. Les tensions montent quand le procès de Baltar commence. Caprica Six fait resurgir la mémoire de la femme du colonel Tigh. |                          |                       |                                       |                     |                 |            |
| 20 | Croisements — 2e partie  | Michael Rymer         | Mark Verheiden                        | 17 juin 2007        | 13 juin 2009    | N/A        |
| Tigh est troublé par une musique que seul lui et quelques autres sont capables d'entendre. Le procès de Baltar s'achève. Mais, après les derniers arguments de la défense, le verdict tarde à tomber. |                          |                       |                                       |                     |                 |            |

#### Mini-épisodes: Flashbacks deRazor
Écrits par Michael Taylor (en) et réalisés par Félix Enríquez Alcalá et Wayne Rose, ces webisodes ont été postés sur la toile pour promouvoir la diffusion du téléfilm Razor. Contrairement à The Resistance et The Face of the Enemy, Ronald D. Moore considère ces flashbacks comme une extension du téléfilm Razor et non pas une websérie originale dont le contenu a été créé exclusivement pour la diffusion en ligne.
| Webisodes | Titre               | Réalisation                         | Scénario            | Diffusion dupremier épisode | Diffusion dudernier épisode | Survivants |
| 7 | Flashbacks de Razor | Félix Enríquez Alcalá et Wayne Rose | Michael Taylor (en) | 5 octobre 2007              | 16 novembre 2007            | N/A        |
| À la fin de la première guerre contre les cylons, le jeune pilote William "Husker" Adama s'écrase en pleine mission. Il découvre sur la planète une mystérieuse base secrète cylon où se sont déroulées de terribles expériences. |                     |                                     |                     |                             |                             |            |

### Razor
| Partie | Titre | Réalisation           | Scénario            | Diffusion française | Diffusion belge | Survivants |
| 1 | Razor | Félix Enríquez Alcalá | Michael Taylor (en) | 3 mai 2009          | 20 juin 2009    | 49 579     |
| Razor se déroule en parallèle des deux premières saisons de Battlestar Galactica. Ce téléfilm est centré sur l'officier Kendra Shaw : de son arrivée dans l'équipage du Pegasus la veille de l'attaque des Colonies jusqu'à la première mission de Lee Adama en tant que commandant de ce vaisseau. En termes de production, Razor est considéré comme les deux premiers épisodes de la Saison 4. |       |                       |                     |                     |                 |            |

### Quatrième saison
La quatrième saison est la dernière saison de Battlestar Galactica. Selon SciFi Wire, Sci Fi Channel a finalement commandé vingt-deux épisodes, soit treize de plus qu'initialement. La production de cette saison a commencé le 4 avril 2008, mais en raison de la grèves des scénaristes, le tournage a été interrompu pour reprendre en janvier 2009.

#### Épisodes 1 à 10
| Épisode | Titre                      | Réalisation        | Scénario                         | Diffusion française | Diffusion belge   | Survivants |
| 1 | Celui qui croit en moi     | Michael Rymer      | Bradley Thompson et David Weddle | 10 mai 2009         | 4 juillet 2009    | 39 698     |
| Starbuck revient en clamant qu'elle a trouvé la Terre et qu'elle sait y retourner, mais sa parole est mise en doute. Les retrouvailles sont de courte durée : les cylons attaquent et la bataille semble désespérée. Pendant ce temps, Gaius est adulé par un groupe de femmes qui le prend pour le représentant du Dieu unique. |                            |                    |                                  |                     |                   |            |
| 2 | Lobotomie                  | Anthony Hemmingway | Michael Angeli                   | 10 mai 2009         | 11 juillet 2009   | 39 676     |
| Starbuck essaie de prouver sa bonne foi mais trouve Roslin en travers de sa route. Lee fait ses adieux au Galactica. Pendant que les dissensions au sein du clan cylon s'aggravent, Gaius Baltar se retrouve au cœur du problème.                                                                                                |                            |                    |                                  |                     |                   |            |
| 3 | Les Liens de la contrainte | Michael Nankin     | Michael Taylor (en)              | 17 mai 2009         | 18 juillet 2009   | 39 676     |
| Starbuck reçoit secrètement l'autorisation d'emmener un vaisseau et un équipage à la recherche de la Terre. L'amiral Adama et la présidente Roslin, qui ont court-circuité le Quorum sur cette mission, sont accusés de vouloir garder tout le contrôle du pouvoir exécutif. Les affrontements entre cylons dégénèrent.          |                            |                    |                                  |                     |                   |            |
| 4 | La Fuite                   | Edward James Olmos | Jane Espenson                    | 17 mai 2009         | 1er août 2009     | 39 675     |
| Gaius Baltar sème l'agitation en annonçant ouvertement sa foi pour le Dieu cylon. Le débat sur les religions contribue à la brouille entre le Quorum et la présidente. Galen est accablé par le doute et la culpabilité, et Tigh se morfond.                                                                                     |                            |                    |                                  |                     |                   |            |
| 5 | Mutinerie                  | Michael Rymer      | Mark Verheiden                   | 24 mai 2009         | 8 août 2009       | 39 676     |
| Gaius Baltar continue de prêcher "sa" bonne parole. Starbuck, deux mois après le départ du Demetrius, n'a toujours pas retrouvé la Terre. Elle perd la confiance de son équipage qui s'inquiète de sa santé mentale lorsqu'elle rencontre un vieil ennemi.                                                                       |                            |                    |                                  |                     |                   |            |
| 6 | La Foi                     | Michael Nankin     | Seamus Kevin Fahey               | 24 mai 2009         | 15 août 2009      | 39 675     |
| La mutinerie éclate à bord du Demetrius lorsque Starbuck ordonne un saut vers le basestar cylon. Pendant ce temps, Roslin prête une oreille de plus en plus attentive au discours de Gaius Baltar et Anders entreprend secrètement de trouver la raison de sa présence parmi les cinq derniers cylons.                           |                            |                    |                                  |                     |                   |            |
| 7 | La Trêve                   | Wayne Rose         | Michael Angeli                   | 31 mai 2009         | 29 août 2009      | 39 673     |
| Starbuck est de retour avec le Demetrius et le vaisseau cylon. Mais leur radio est en panne et Starbuck n'arrive pas à contacter la flotte coloniale qui s'apprête à ouvrir le feu en voyant le vaisseau ennemi approcher. |                            |                    |                                  |                     |                   |            |
| 8 | Prise de pouvoir           | Rod Hardy          | Michael Taylor (en)              | 31 mai 2009         | 5 septembre 2009  | 39 674     |
| Après la disparition de la présidente, Zarek veut prendre sa place, mais Adama l'en empêche et continue à chercher le vaisseau cylon qui transporte la présidente, Gaius et quelques pilotes. |                            |                    |                                  |                     |                   |            |
| 9 | Plan d'attaque             | Paul Edwards       | Jane Espenson                    | 7 juin 2009         | 26 septembre 2009 | 39 673     |
| La présidente et ses alliés veulent détruire le Nodal de résurrection des cylons, mais le téléchargement des Numéros trois et le sort de l'Hybride posent de cruels dilemmes. |                            |                    |                                  |                     |                   |            |
| 10 | Otages en danger           | Michael Rymer      | Bradley Thompson et David Weddle | 7 juin 2009         | 3 octobre 2009    | 39 665     |
| D'Anna prend la présidente et le reste de l'équipage en otage et exige en échange les cylons cachés dans la flotte coloniale. Cela revient pour les humains à perdre la trace de la Terre. |                            |                    |                                  |                     |                   |            |

#### Mini-épisodes:The Face of the Enemy
Pour faire le pont entre les épisodes 10 et 11 de la quatrième saison, Ronald D. Moore a déclaré qu'il y aurait un troisième ensemble de webisodes dont le but serait similaire à celui de The Resistance qui ont été diffusés entre les deuxième et troisième saisons. L'ensemble de dix épisodes, intitulé « Face of the Enemy » est diffusée à raison de deux webisodes par semaine, menant jusqu'à la seconde moitié de la saison, et ce à partir du 12 décembre 2008. La série est réalisée par Wayne Rose, sur base d'un scénario de Jane Espenson et Seamus Kevin Fahey,.
| Webisodes | Titre                 | Réalisation | Scénario                           | Diffusion dupremier épisode | Diffusion dudernier épisode | Survivants |
| 10 | The Face of the Enemy | Wayne Rose  | Jane Espenson & Seamus Kevin Fahey | 12 décembre 2008            | 12 janvier 2009             | N/A        |
| Six jours après la découverte de la Terre, le lieutenant Gaeta est sur un rapace avec quelques membres de l'équipage du Galactica avec quelques cylons Huit en route pour le Zephyr lorsqu'une menace cylon force la flotte à sauter. Durant le chaos, le rapace est séparé du reste de la flotte et alors qu'ils attendent un sauvetage, les passagers commencent à mourir mystérieusement. |                       |             |                                    |                             |                             |            |

#### Épisodes 11 à 20
| Épisode | Titre                                    | Réalisation           | Scénario                         | Diffusion française | Diffusion belge                           | Survivants |
| 11 | Déception                                | Michael Nankin        | Bradley Thompson et David Weddle | 6 septembre 2009    | 10 octobre 2009                           | 39 651     |
| La découverte de la Terre s'accompagne d'une grande déception chez les humains et leurs alliés cylons, tandis que Starbuck fait une découverte déconcertante.                                           |                                          |                       |                                  |                     |                                           |            |
| 12 | La Motion de Zarek                       | Ronald D. Moore       | Ronald D. Moore                  | 6 septembre 2009    | 17 octobre 2009                           | 39 644     |
| L'amiral Adama envisage une alliance avec les cylons dans le but de trouver un espace habitable, mais les conditions imposées par les cylons suscitent la méfiance de beaucoup de membres de la flotte. |                                          |                       |                                  |                     |                                           |            |
| 13 | Le Serment                               | John Dahl             | Mark Verheiden                   | 13 septembre 2009   | 24 octobre 2009                           | 39 643     |
| La rébellion se fait de plus en plus vive, allant jusqu'à mettre en grave danger les partisans de l'alliance avec les cylons.                                                                           |                                          |                       |                                  |                     |                                           |            |
| 14 | Un bain de sang                          | Wayne Rose            | Michael Angeli                   | 13 septembre 2009   | 7 novembre 2009                           | 39 603     |
| Gaeta et Zarek prennent le contrôle du Galactica et tentent de se débarrasser de la présidente et de l'amiral, mais le Quorum ne reconnaît par l'autorité de Zarek.                                     |                                          |                       |                                  |                     |                                           |            |
| 15 | Sans issue                               | Gwyneth Horder-Payton | Ryan Mottesheard                 | 20 septembre 2009   | 21 novembre 2009                          | 39 556     |
| À bord du Galactica, Samuel Anders se remet de sa blessure à la tête, qui ravive de vieux souvenirs de sa vie sur Terre. Tyrol informe Adama des problèmes techniques rencontrés par le vaisseau.       |                                          |                       |                                  |                     |                                           |            |
| 16 | Le Retour de Gaïus                       | Robert Young          | Jane Espenson                    | 20 septembre 2009   | 28 novembre 2009                          | 39 556     |
| Ellen et Boomer reviennent sur le Galactica. Mais Ellen ne tarde pas à découvrir le lien qui unit Saul et Caprica Six.                                                                                  |                                          |                       |                                  |                     |                                           |            |
| 17 | Quelqu'un pour veiller sur moi           | Michael Nankin        | David Weddle et Bradley Thompson | 27 septembre 2009   | 5 décembre 2009                           | 39 556     |
| Kara se lie d'amitié avec un pianiste qui l'aide à faire face dans ces circonstances difficiles. Pendant ce temps, Tyrol et Boomer se retrouvent.                                                       |                                          |                       |                                  |                     |                                           |            |
| 18 | La Naissance d'un ange                   | Edward James Olmos    | Michael Taylor (en)              | 27 septembre 2009   | 12 décembre 2009                          | 39 521     |
| Le Battlestar Galactica continue à se détériorer mais Adama refuse de l'abandonner, tandis que Baltar redonne de l'espoir aux troupes.                                                                  |                                          |                       |                                  |                     |                                           |            |
| 19 | La Mère de l'humanité — 1re partie       | Michael Rymer         | Ronald D. Moore                  | 4 octobre 2009      | 19 décembre 2009                          | 39 516     |
| Tandis que l'équipage du Galactica se prépare à quitter le vaisseau endommagé, l'amiral Adama décide de lancer une mission de sauvetage pour récupérer Hera.                                            |                                          |                       |                                  |                     |                                           |            |
| 20 | La Mère de l'humanité — 2e et 3e parties | Michael Rymer         | Ronald D. Moore                  | 4 octobre 2009      | 26 décembre 2009 (2e) 3 janvier 2010 (3e) | 39 406     |
| Le Galactica est apprêté pour sa dernière mission. Le conflit atteint son apogée et place les cylons et les humains face à la plus difficile des alternatives.                                          |                                          |                       |                                  |                     |                                           |            |

### The Plan
| Partie | Titre    | Réalisation        | Scénario      | Diffusion française | Diffusion belge | Survivants |
| 1 | The Plan | Edward James Olmos | Jane Espenson | 26 janvier 2010     | -               | N/A        |
| Battlestar Galactica: The Plan se déroule en parallèle des deux premières saisons de Battlestar Galactica. Ce téléfilm se focalise sur des personnages familiers de la série et plus particulièrement sur Numéro Un (connu sous le nom de Cavill), l'officier Galen Tyrol et Samuel T. Anders, le chef de la Résistance. |          |                    |               |                     |                 |            |